# Leśny Dwór (powiat mrągowski)
Leśny Dwór  (niem. Grünhof) – opuszczona kolonia w Polsce położona w województwie warmińsko-mazurskim, w powiecie mrągowskim, w gminie Mikołajki.
W latach 1975–1998 miejscowość administracyjnie należała do województwa suwalskiego.

## Historia
Osada powstała w 1751 w ramach osadnictwa szkatułowego na tak zwanych nowiznach (nowe, niezasiedlone grunty). W 1785 r. w osadzie były trzy domy.
W miejscowości brak zabudowy.